# Positief recht
Het positief recht - ook wel vigerend recht of objectief recht genoemd - is het recht dat op een bepaald tijdstip en op een bepaalde plaats geldt. Zo is het recht dat vandaag in België of Nederland van kracht is, het Belgische of Nederlandse positief recht. De Latijnse term (die vooral in Duitse literatuur wordt gebruikt) is lex lata, in zinsverband: recht de lege lata.
Positief recht wordt door mensen geschapen. Het omvat het ongeschreven gewoonterecht en het door overheden geschapen geschreven recht.
Daardoor onderscheidt het zich van het natuurrecht dat geacht wordt buiten de mensheid om te bestaan. Het een sluit het ander overigens niet uit: een gemeenschap kan een natuurrechtelijk geïnspireerde regel tot positief recht verklaren.
Het positief recht staat ook in tegenstelling tot het recht dat nog niet van toepassing is, maar dat iemand wenselijk acht, wat uiteraard subjectief is. De Latijnse term is hier lex ferenda, in zinsverband: recht de lege ferenda.
Positief recht heeft in beginsel niets met rechtvaardigheid te maken. De regels die bijvoorbeeld een dictatuur uitvaardigt en handhaaft zijn volgens het rechtspositivisme per definitie "positief recht", hoe onrechtvaardig ze in onze ogen misschien ook zijn. De gruwelen tijdens de naziperiode brachten de rechtspositivist Gustav Radbruch echter tot de Radbruchformule waarmee hij alsnog rechtvaardigheid introduceerde als de kloof tussen gerechtigheid en rechtszekerheid onverdraaglijk groot wordt.

## Grondrechten
De term "positief recht" wordt ook gebruikt in de betekenis: een recht om iets van anderen te ontvangen, bijvoorbeeld het recht op onderwijs of medische zorg. Dan heeft men dus ergens recht op, waar 'de samenleving' of 'de overheid' voor moet zorgen. Het tegenovergestelde daarvan zijn negatieve rechten, wat inhoudt dat men het recht heeft onbelemmerd zijn gang te gaan, bijvoorbeeld, de vrijheid van meningsuiting, religie, drukpers, en dergelijke. Zie: Grondrecht